# Liste des empereurs de la dynastie Tang
La dynastie Tang règne sur la Chine de 618 à 907, à l'exception d'une période de quinze ans correspondant au règne de l'impératrice Wu Zetian, unique souverain de la dynastie Zhou (690-705).

## Dynastie Tang (618-690)
| Nom de temple    | Nom personnel                    | Naissance       | Début du règne  | Fin du règne    | Mort            | Noms d'ère |
| ---------------- | -------------------------------- | --------------- | --------------- | --------------- | --------------- | --- |
| Gaozu (高祖)     | Li Yuan (李淵)                   | 566             | 18 juin 618     | 4 septembre 626 | 25 juin 635     | - 618-626 : Wude (武德) |
| Taizong (太宗)   | Li Shimin (李世民)               | 28 janvier 598  | 4 septembre 626 | 10 juillet 649  | 10 juillet 649  | - 627-649 : Zhenguan (貞觀) |
| Gaozong (高宗)   | Li Zhi (李治)                    | 21 juillet 628  | 15 juillet 649  | 27 décembre 683 | 27 décembre 683 | - 650-655 : Yonghui (永徽) - 656-661 : Xianqing (顯慶) - 661-663 : Longshuo (龍朔) - 664-665 : Linde (麟德) - 666-668 : Qianfeng (乾封) - 668-670 : Zongzhang (總章) - 670-674 : Xianheng (咸亨) - 674-676 : Shangyuan (上元) - 676-679 : Yifeng (儀鳳) - 679-680 : Tiaolu (調露) - 680-681 : Yonglong (永隆) - 681-682 : Kaiyao (開耀) - 682-683 : Yongchun (永淳) - 683 : Hongdao (弘道) |
| Zhongzong (中宗) | Li Xian ou Li Zhe (李顯 ou 李哲) | 26 novembre 656 | 3 janvier 684   | 26 février 684  | 3 juillet 710   | - 684 : Sisheng (嗣聖) |
| Ruizong (睿宗)   | Li Dan (李旦)                    | 22 juin 662     | 27 février 684  | 8 octobre 690   | 13 juillet 716  | - 684 : Wenming (文明) - 684 : Guangzhai (光宅) - 685-688 : Chuigong (垂拱) - 689 : Yongchang (永昌) - 690 : Zaichu (載初) |

## Dynastie Zhou (690-705)
| Nom de temple   | Nom personnel | Naissance      | Début du règne | Fin du règne   | Mort           | Noms d'ère |
| --------------- | ------------- | -------------- | -------------- | -------------- | -------------- | --- |
| Zetian (武则天) | Wu Mei (武媚) | 17 février 624 | 16 octobre 690 | 22 février 705 | 22 février 705 | - 690-692 : Tiānshòu (天授) - 692 : Rúyì (如意) - 692-694 : Chángshòu (長壽) - 694-695 : Yánzài (延載) - 695 : Zhèngshèng (證聖) - 695-696 : Tiāncèwànsuì (天冊萬歲) - 696 : Wànsuìdēngfēng (萬歲登封) - 696-697 : Wànsuìtōngtiān (萬歲通天) - 697 : Shéngōng (神功) - 697-700 : Shènglì (聖曆) - 700-701 : Jiǔshì (久視) - 701 : Dàzú (大足) - 701-705 : Cháng'ān (長安) - 705 : Shénlóng (神龍) |

## Dynastie Tang (705-907)
| Nom de temple                       | Nom personnel                    | Naissance        | Début du règne   | Fin du règne     | Mort             | Noms d'ère |
| ----------------------------------- | -------------------------------- | ---------------- | ---------------- | ---------------- | ---------------- | --- |
| Zhongzong (中宗)                    | Li Xian ou Li Zhe (李顯 ou 李哲) | 26 novembre 656  | 23 février 705   | 3 juillet 710    | 3 juillet 710    | - 705-707 : Shenlong (神龍) - 707-710 : Jinglong (景龍) |
| Shangdi (殤帝)                      | Li Chongmao (李重茂)             | 695              | 8 juillet 710    | 25 juillet 710   | 5 septembre 714  | - 710 : Tanglong (唐隆) |
| Ruizong (睿宗)                      | Li Dan (李旦)                    | 22 juin 662      | 25 juillet 710   | 8 septembre 712  | 13 juillet 716   | - 710-711 : Jingyun (景雲) - 712 : Taiji (太極) - 712 : Yanhe (延和) |
| Xuanzong (玄宗)                     | Li Longji (李隆基)               | 8 septembre 685  | 8 septembre 712  | 12 août 756      | 3 mai 762        | - 712-713 : Xiantian (先天) - 713-741 : Kaiyuan (開元) - 742-756 : Tianbao (天寶)                                                                                                  |
| Suzong (肅宗)                       | Li Heng (李亨)                   | 21 février 711   | 12 août 756      | 16 mai 762       | 16 mai 762       | - 756-758 : Zhide (至德) - 758-760 : Qianyuan (乾元) - 760-761 : Shangyuan (上元)                                                                                                  |
| Daizong (代宗)                      | Li Yu (李豫)                     | 9 janvier 727    | 18 mai 762       | 23 mai 779       | 23 mai 779       | - 762-763 : Baoying (寶應) - 763-764 : Guangde (廣德) - 765-766 : Yongtai (永泰) - 766-779 : Dali (大曆)                                                                           |
| Dezong (德宗)                       | Li Kuo (李适)                    | 27 mai 742       | 12 juin 779      | 25 février 805   | 25 février 805   | - 780-783 : Jianzhong (建中) - 784 : Xingyuan (興元) - 784-805 : Zhenyuan (貞元)                                                                                                   |
| Shunzong (順宗)                     | Li Song (李誦)                   | 761              | 28 février 805   | 31 août 805      | 11 février 806   | - 805 : Yongzhen (永貞) |
| Xianzong (憲宗)                     | Li Chun (李純)                   | 778              | 5 septembre 805  | 14 février 820   | 14 février 820   | - 806-820 : Yuanhe (元和) |
| Muzong (穆宗)                       | Li Heng (李恆)                   | 795              | 20 février 820   | 25 février 824   | 25 février 824   | - 821-824 : Changqing (長慶) |
| Jingzong (敬宗)                     | Li Zhan (李湛)                   | 22 juillet 809   | 29 février 824   | 9 janvier 827    | 9 janvier 827    | - 824-826 : Baoli (寶曆) |
| Wenzong (文宗)                      | Li Ang (李昂)                    | 20 novembre 809  | 13 janvier 827   | 10 février 840   | 10 février 840   | - 827-835 : Dahe (大和) ou Taihe (太和) - 836-840 : Kaicheng (開成) |
| Wuzong (武宗)                       | Li Yan (李炎)                    | 2 juillet 814    | 20 février 840   | 22 avril 846     | 22 avril 846     | - 841-846 : Huichang (會昌) |
| Xuanzong (宣宗)                     | Li Chen (李忱)                   | 27 juillet 810   | 25 avril 846     | 7 septembre 859  | 7 septembre 859  | - 847-859 : Dazhong (大中) |
| Yizong (懿宗)                       | Li Cui (李漼)                    | 28 décembre 833  | 13 septembre 859 | 15 août 873      | 15 août 873      | - 859 : Dazhong (大中) - 860-873 : Xiantong (咸通) |
| Xizong (僖宗)                       | Li Xuan (李儇)                   | 8 juin 862       | 16 août 873      | 20 avril 888     | 20 avril 888     | - 873-874 : Xiantong (咸通) - 874-879 : Qianfu (乾符) - 880-881 : Guangming (廣明) - 881-885 : Zhonghe (中和) - 885-888 : Guangqi (光啟) - 888 : Wende (文德)                      |
| Zhaozong (昭宗)                     | Li Ye (李曄)                     | 31 mars 867      | 20 avril 888     | 22 septembre 904 | 22 septembre 904 | - 889 : Longji (龍紀) - 890-891 : Dashun (大順) - 892-893 : Jingfu (景福) - 894-898 : Qianning (乾寧) - 898-901 : Guanghua (光化) - 901-904 : Tianfu (天復) - 904 : Tianyou (天佑) |
| Aidi ou Zhaoxuandi (哀帝 ou 昭宣帝) | Li Zhu (李柷)                    | 27 septembre 892 | 26 septembre 904 | 12 mai 907       | 26 mars 908      | - 904-907 : Tianyou (天佑) |

## Arbre généalogique simplifié
- Gaozu
  - Taizong
    - Gaozong (ép. Wu Zetian)
      - Zhongzong
        - Shangdi

      - Ruizong
        - Xuanzong
          - Suzong
            - Daizong
              - Dezong
                - Shunzong
                  - Xianzong
                    - Muzong
                      - Jingzong
                      - Wenzong
                      - Wuzong

                    - Xuanzong
                      - Yizong
                        - Xizong
                        - Zhaozong
                          - Aidi